# Damon Wayans, Jr.
Damon Wayans Jr., (Los Angeles, California, 18 de novembro de 1982), é um ator, produtor e comediante americano. Conhecido por interpretar Brad na série Happy Endings, pela qual foi indicado para o Critics 'Choice Television Award de melhor ator coadjuvante, e como treinador na série New Girl. Em 2014, ele estrelou a comédia Let's Be Cops e dublou Wasabi em Big Hero 6.

## Filmografia
| Ano            | Nome               | Personagem         | Notas            |
| -------------- | ------------------ | ------------------ | ---------------- |
| 1994           | Blankman           | Jovem Kevin        |                  |
| 2001-2003      | My Wife and Kids   | John               |                  |
| 2006           | The Underground    | Vários Personagens |                  |
| 2009           | Dance Flick        | Thomas             |                  |
| 2010           | The Other Guys     | Detetive Fosse     |                  |
| 2010-2013      | Happy Endings      | Brad               |                  |
| 2011/2013-2018 | "New Girl"         | Coach              |                  |
| 2014           | Let's Be Cops      | Justin             |                  |
| 2014           | "Big Hero 6"       | Wasabi (voz)       |                  |
| 2015           | Brooklyn Nine-Nine | Steve              | Episódio "A 9-8" |
| 2016           | How To Be Single   | David              | Co-protagonista  |
| 2020           | Love Guaranteed    | Nick Evans         | Protagonista     |
| 2024           | Players            | Adam               |                  |